# Ada (cráter)
Ada es un cráter de impacto del planeta Marte situado a -3° Norte y 3.2° Oeste (-3° Norte y 356.8° Este). El impacto causó una abertura de 1 kilómetro de diámetro en la superficie del cuadrángulo MC-19 del planeta. El nombre fue aprobado el 14 de septiembre de 2006 por la Unión Astronómica Internacional en honor a la localidad de Ada, Oklahoma (Estados Unidos).